# Jamtsangiyn Damdinsüren
Jamtsangiyn Damdinsüren (mongol : Жамцангийн Дамдинсүрэн ; 1898-1938) était un homme politique mongol, membre du Parti révolutionnaire du peuple mongol (MPRP) et président de la Mongolie du 16 janvier 1927 au 23 janvier 1929.

## Biographie
Damdinsüren est né à Sain Noyon Khan Aimag (actuelle province de Zavkhan). Enfant, il a étudié la langue tibétaine et l'écriture mongole classique. À 16 ans, il devient commis au gouvernement local. En 1923, il est nommé chef d'état-major du nouveau district rural de l'actuelle Uliastay.
En 1925, il est élu délégué au quatrième congrès de la Ligue de la jeunesse révolutionnaire mongole (MRYL). Lors de ce congrès, Damdinsüren a été élu membre du Présidium et chef du Comité central de la MYRL. Au cinquième congrès du MPRP, il a été élu membre du Grand Khoural qui à son tour l'a élu membre du Petit Khoural. Au sixième congrès du parti au début de 1927, il fut réélu président du MRYL et membre du comité central du MPRP. Le Comité central l'a élu membre du Présidium du MPRP et il a ensuite été choisi comme président, faisant de lui le chef d'État titulaire de la république populaire de Mongolie. Damdinsüren occupera ce poste du 16 janvier 1927 au 23 janvier 1929.
En 1928, le septième congrès du Parti MPRP a inauguré la « période de gauche » qui a marqué une approche plus agressive de la mise en œuvre des politiques de gauche soutenues par les soviétiques, telles qu'une collectivisation plus rapide, l'expropriation des terres et la persécution de l'Église bouddhiste. Les conseillers soviétiques se sont arrangés pour que Damdinsüren soit remplacé par le plus souple Horloogiyn Choybalsan, qui a été « jeté à l'étage » pour être président du Petit Khoural. Damdinsüren est tour à tour nommé vice-premier ministre et ministre de l'agriculture puis ministre de l'élevage. En 1930, il est relevé de ses fonctions de membre du Présidium du MPRP du Comité central lors du Huitième Congrès du Parti et nommé chef du département de propagande du Secrétariat du Comité central. Au cours des campagnes de collectivisation de 1930-1931, il retourne dans la province de Zavkhan où il occupe le poste de secrétaire de la commune et de directeur d'une ferme collective. De 1931 à 1934, il est retourné à Oulan-Bator pour travailler comme secrétaire général des coopératives, mais il est ensuite retourné à nouveau à Zavkhan pour diriger le département de la production coopérative locale.
En 1938, Damdinsüren a été accusé d'activités contre-révolutionnaires pendant la Grande Terreur (en) de Horloogiyn Choybalsan (1937-1939) et a été exécuté peu de temps après.
Il a été réhabilité en 1959.